# NGC 3038
NGC 3038 is een spiraalvormig sterrenstelsel in het sterrenbeeld Luchtpomp. Het hemelobject werd op 27 februari 1886 ontdekt door de Amerikaanse astronoom Lewis A. Swift.

## Synoniemen
- ESO 374-2
- MCG -5-24-1
- AM 0949-323
- PGC 28376